# Anatella aquila
Anatella aquila är en tvåvingeart som beskrevs av Zaitzev 1989. Anatella aquila ingår i släktet Anatella och familjen svampmyggor. Enligt den finländska rödlistan är arten otillräckligt studerad i Finland. Arten är reproducerande i Sverige. Inga underarter finns listade i Catalogue of Life.